# Troy Smith
Pour les articles homonymes, voir Smith.
(en) Statistiques sur pro-football-reference
Troy Smith est un joueur américain de football américain et de football canadien, né le 20 juillet 1984, qui évolue au poste de quart-arrière.

## Biographie

### Carrière universitaire
Il effectua sa carrière universitaire avec les Buckeyes d'Ohio State. Il remporta le trophée Heisman et le Fiesta Bowl en 2006. Il s'incline toutefois avec Les Buckeyes le 8 janvier 2007 à l'occasion de la finale nationale NCAA face aux Gators de la Floride. Smith compléta seulement quatre de ses 14 tentatives de passes pour un gain de 35 yards. Il fut en outre sacké cinq fois et intercepté une fois lors de cette défaite 14-41.
Lors de sa carrière universitaire, il joua 44 matchs, pour 416 passes complétées lors de 656 tentatives pour un gain de 5 685 yards, 54 TD et 12 interceptions, dont 30 touchdowns pour 5 interceptions lors de sa dernière année.

### Carrière professionnelle
Malgré son excellent parcours universitaire, ponctué par un trophée Heisman, Smith n'a été sélectionné qu'en dernier choix du cinquième tour de la draft 2007 de la NFL, soit le 174e choix en général. Les recruteurs de la NFL craignent en effet que sa petite taille soit un handicap, malgré les exemples récents de Drew Brees ou Jeff Garcia.
Après un passage par l'United Football League, il signe avec les Steelers de Pittsburgh le 20 janvier 2012
Il signe le 14 août 2013 avec les Alouettes de Montréal de la Ligue canadienne de football. Son premier départ avec les Alouettes de Montréal fut le 20 octobre 2013, victoire 36-5 contre les Tiger-Cats de Hamilton. Il débute également la saison 2014 avec les Alouettes mais est libéré le 16 octobre.

## Palmarès

### Universitaire
- 2006 : vainqueur du trophée Heisman
- 2006 : vainqueur du Fiesta Bowl
- 2007 : finaliste du BCS National Championship